# Marble Hill House
Marble Hill House est une villa néo-palladienne, maintenant classée Grade I, à Twickenham dans le Borough londonien de Richmond upon Thames. Elle est construite entre 1724 et 1729 comme demeure d'Henrietta Howard, comtesse de Suffolk, qui y vit jusqu'à sa mort. Le design compact est rapidement devenu célèbre et fournit un modèle standard pour la villa anglaise géorgienne et pour les maisons de plantation dans les colonies américaines.

## Description

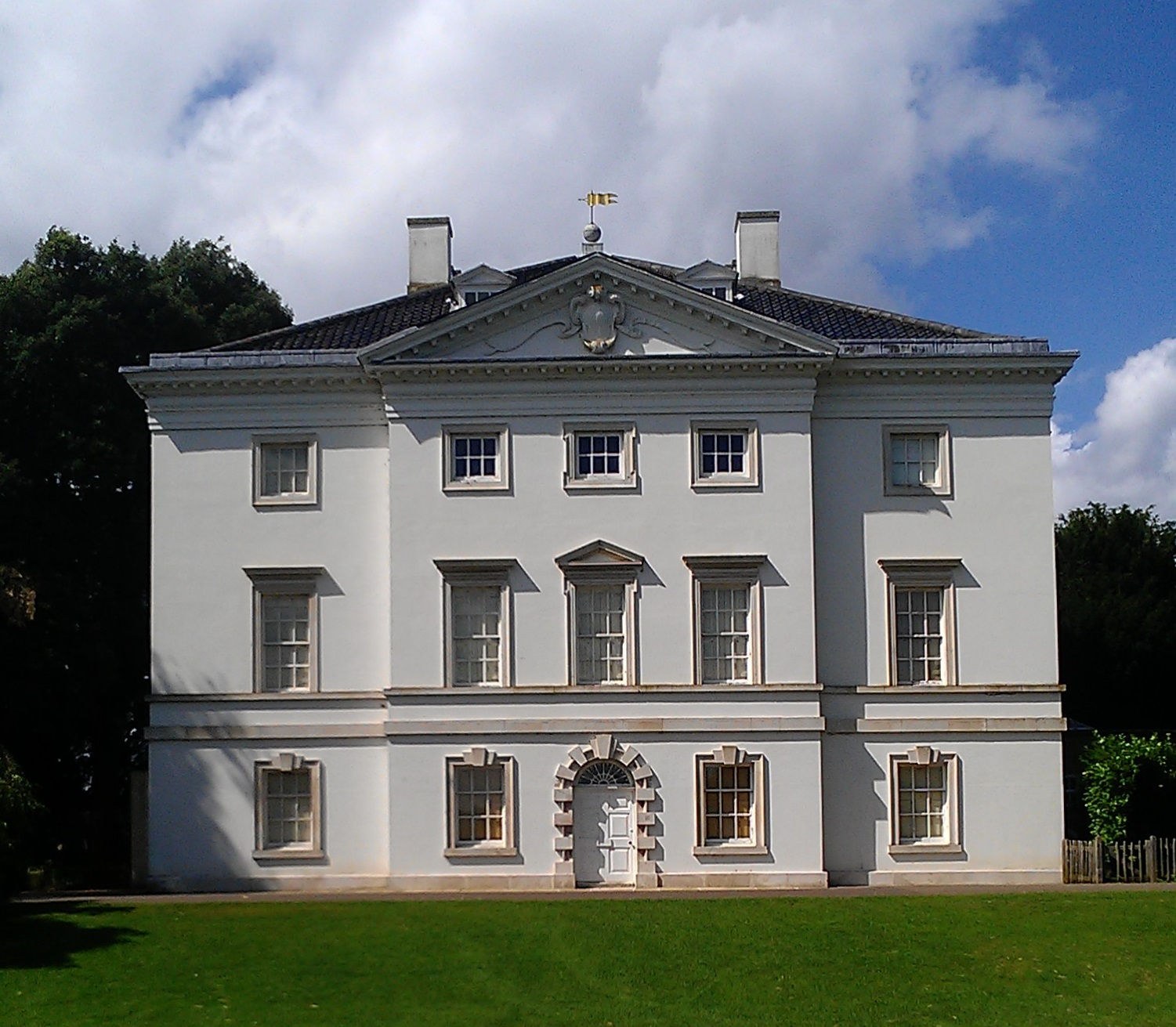
Marble Hill House, façade sud (rivière)

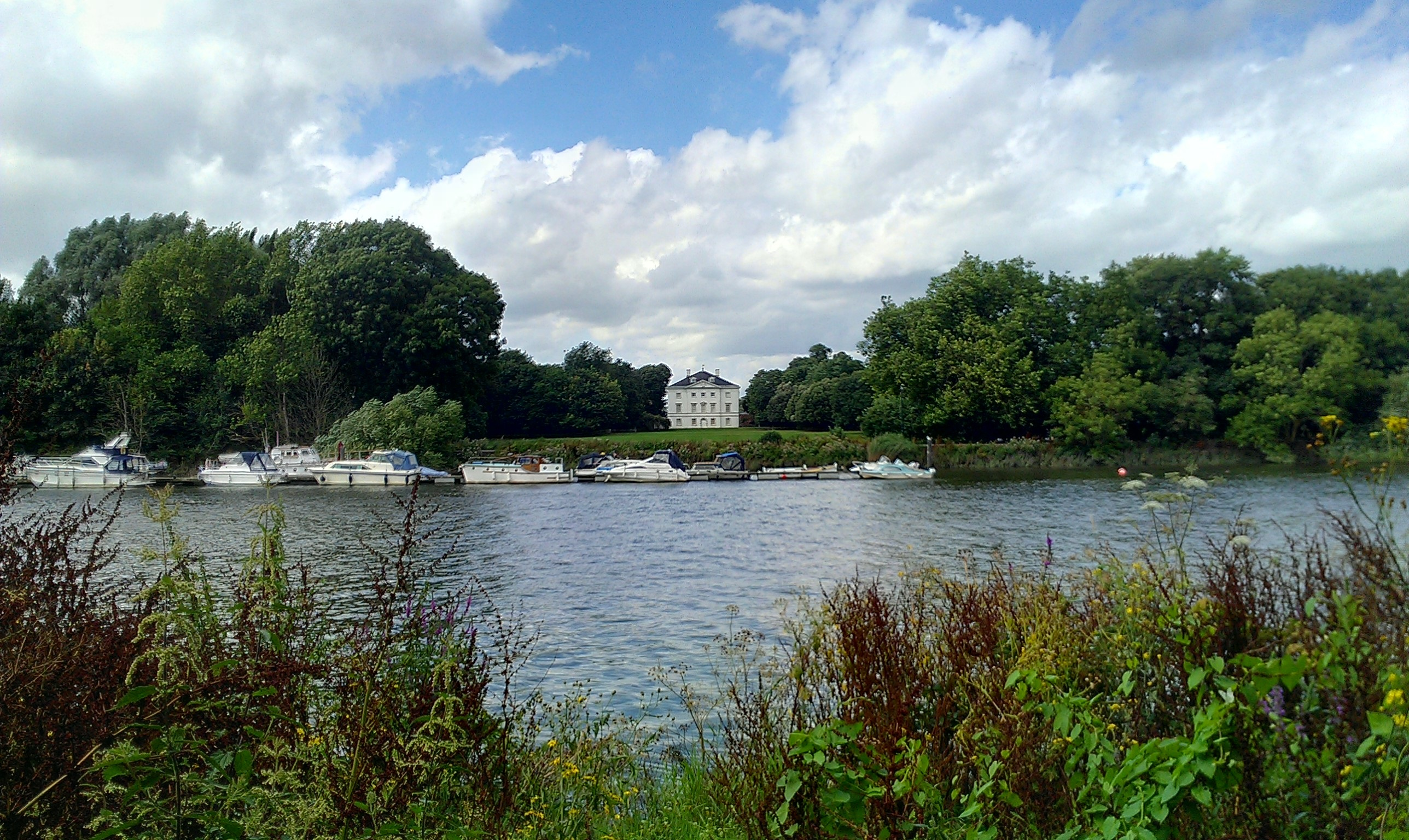
La maison vue de l'autre côté de la Tamise

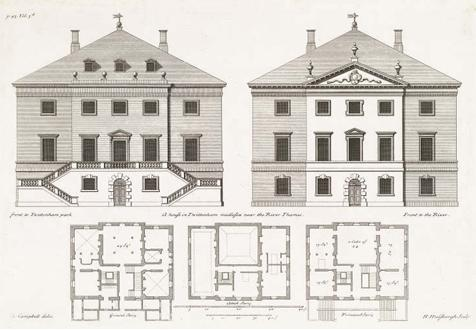
Dessins pour Marble Hill House par Lord Herbert & Roger Morris, 1724–29. Collection de l'Institut royal des architectes britanniques

Marble Hill House est construite en 1724-1729 par Henrietta Howard, la maîtresse du roi George II  selon les plans de l'architecte Roger Morris (1695-1749) en collaboration avec Henry Herbert (9e comte de Pembroke), l'un des "comtes architectes".
Pembroke, alors Lord Herbert, base la conception de Marble Hill dans une large mesure sur la Villa Cornaro de 1553 d'Andrea Palladio à Piombino Dese, en Italie, et incorpore un salon cubique au premier étage ou piano nobile. La Villa Cornaro sert également de modèle pour les maisons de plantation dans les colonies américaines, par exemple Drayton Hall (1738–1742) à Charleston, Caroline du Sud, et la version initiale de Monticello de Thomas Jefferson  (1768–1770). C'est à d'autres égards une adaptation d'un design plus expansif de Colen Campbell. Elle est située sur 66 acres (2,67 km 2 ) de parc connu sous le nom de Marble Hill Park . La grande salle contient une décoration richement dorée et cinq peintures capricci de Giovanni Paolo Pannini. Marble Hill House contient également une collection prêtée de meubles et de peintures géorgiens anciens ainsi que la collection Chinoiserie du legs Lazenby .
Elle est située à quelques kilomètres de Kendal House, une autre propriété palladienne construite à la même époque pour une maîtresse royale, Mélusine von der Schulenburg qui est l'amante de longue date de George Ier.
Alexander Pope et Jonathan Swift sont tous deux des invités réguliers de la maison du vivant d'Henrietta Howard.
À la fin du XVIIIe siècle, la maison est louée par le prince régent (le futur roi, George IV) pour sa maîtresse, Maria Anne Fitzherbert, afin que les deux puissent continuer à se rencontrer en privé.

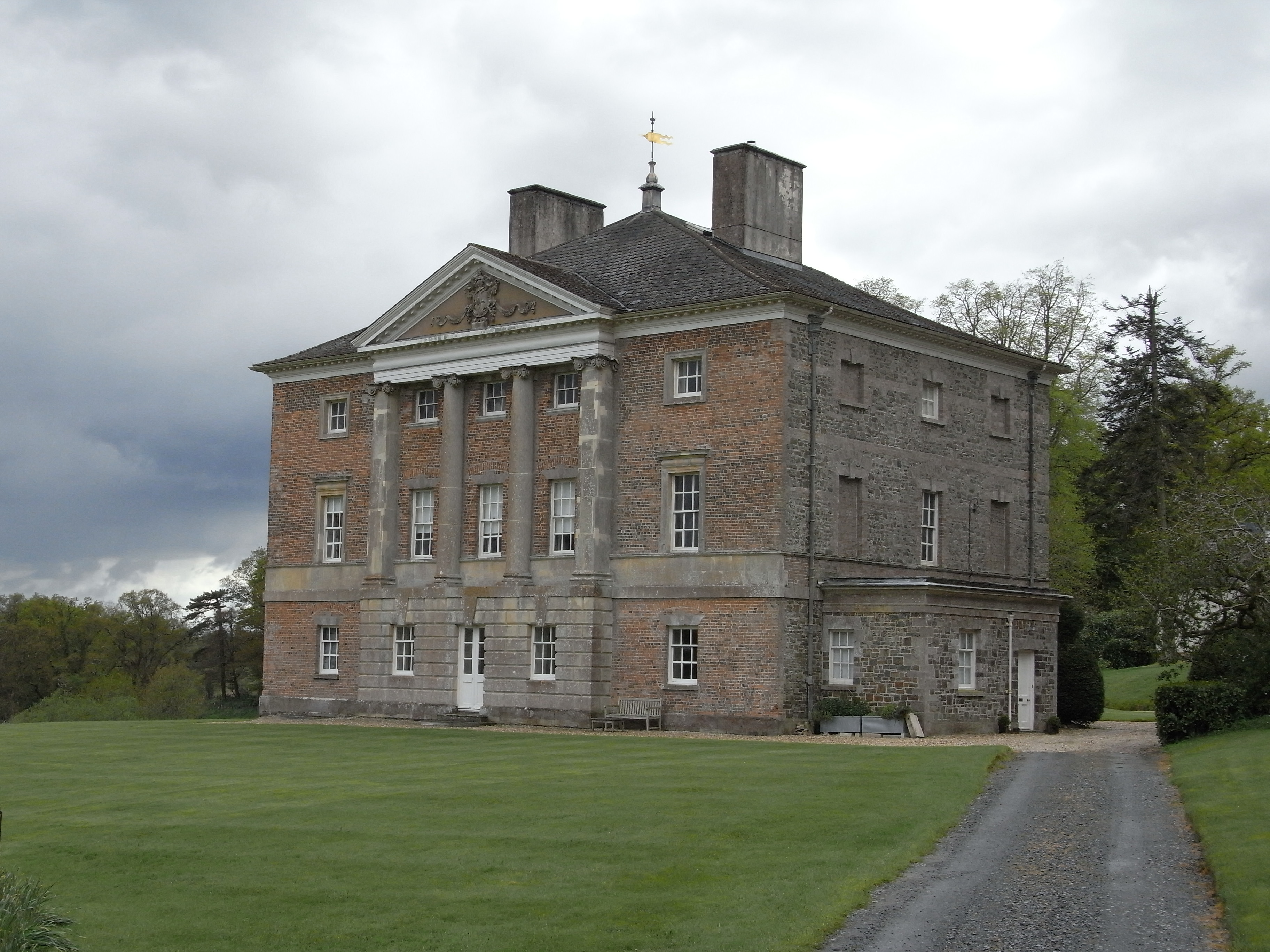
King's Nympton Park, Devon, construit comme "New Place" par James Buller (1717-1765) entre 1746 et 1749 selon la conception de Francis Cartwright de Blandford dans le Dorset, basé sur Marble Hill House

Peu de temps après sa construction, l'architecture de Marble Hill House devient largement connue grâce aux gravures publiées et est largement admirée pour son plan compact et ses élévations étroitement contrôlées. Sa conception est bientôt copiée ailleurs, rarement dans les années 1730 et 1740  mais plus communément par la suite, et fournit un modèle standard pour les villas anglaises construites dans toute la vallée de la Tamise et plus loin, par exemple New Place à King's Nympton, dans le Devon, construit entre 1746 et 1749 à la conception de Francis Cartwright de Blandford dans le Dorset .
La maison appartient maintenant à English Heritage, qui l'a acquise en 1986 à la suite de l'abolition du Greater London Council. Ses vastes terrains sont connus sous le nom de Marble Hill Park et offrent de nombreuses installations de loisirs, notamment des terrains de rugby et de hockey, un terrain de cricket et des filets, des courts de tennis et une aire de jeux pour enfants .

## Sources
- Bryant, Julius (2002). Marble Hill (Londres: English Heritage
- Bryant, Julius (1988). Chinoiserie : le legs Rosemary et Monty Lazenby présenté par le biais du National Art-Collections Fund à Marble Hill House . Marble Hill House (Londres: English Heritage)
- Bryant, Julius (1993). Collections de maisons de campagne de Londres (Londres: Scala Books en association avec English Heritage)